# Mostafa Younis
Moustafa Younis (ar. مصطفى يونس; ur. 25 grudnia 1953) – egipski piłkarz grający na pozycji środkowego obrońcy. W swojej karierze grał w reprezentacji Egiptu.

## Kariera klubowa
Całą swoją karierę piłkarską Younis spędził w klubie Al-Ahly Kair. Zadebiutował w nim w 1972 roku i grał w nim do 1983 roku. Wywalczył z nim siedem tytułów mistrza Egiptu w sezonach 1974/1975, 1975/1976, 1976/1977, 1978/1979, 1979/1980, 1980/1981 i 1981/1982 oraz wicemistrzostwo w sezonie 1977/1978. Zdobył też trzy Puchary Egiptu w sezonach 1977/1978, 1980/1981 i 1982/1983, a także Puchar Mistrzów w 1982.

## Kariera reprezentacyjna
W reprezentacji Egiptu Younis zadebiutował w 1975 roku. W 1976 roku powołano go do kadry na Puchar Narodów Afryki 1976. Zagrał w nim w czterech meczach: grupowych z Gwineą (1:1), z Ugandą (2:1) i z Etiopią (1:1) oraz w fazie finałowej z Marokiem (1:2). Z Egiptem zajął 4. miejsce.
W 1980 roku Younis został powołany do kadry na Puchar Narodów Afryki 1980. Na tym turnieju rozegrał trzy mecze: grupowe z Tanzanią (2:1) i z Nigerią (0:1) oraz o 3. miejsce z Marokiem (0:2). Z Egiptem zajął 4. miejsce w tym turnieju. W kadrze narodowej grał do 1980 roku.